# Renault ZOE

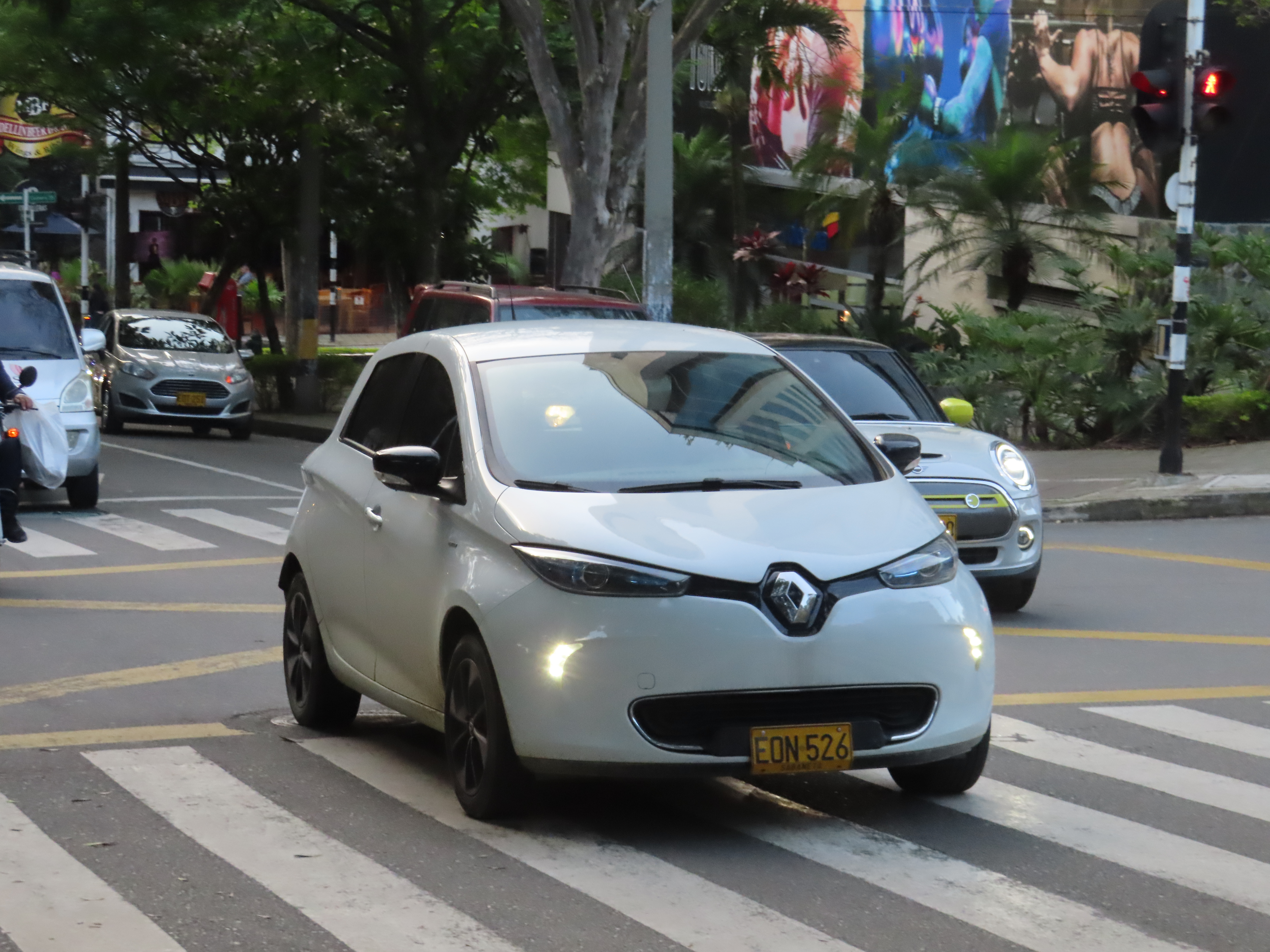
Model de Renault Zoe.

El Renault ZOE és un automòbil elèctric produït pel fabricant francès Renault. Té un motor de 65 kW (88 CV) i 220 N·m. La bateria és d'ions de liti i té una capacitat de 22 kWh a 41 kWh. L'autonomia real aconsegueix uns 300 km (400 km en homologació NEDC) 
Diferents acabats:
- Renault ZOE Life R110: 21.667 euros (29.227 euros con batería en propiedad)
- Renault ZOE Intens R110: 23.788 euros (31.348 euros)
- Renault ZOE Intens R135: 24.249 euros (31.809 euros)
- Renault ZOE Zen R135: 25.355 euros (32.915 euros)